# Crípton
O crípton (português europeu) ou criptônio (português brasileiro) (do grego, krípton, que significa oculto) é um elemento químico de símbolo Kr de número atómico e 36 (36 prótons (ou Protões) e 36 elétrons (ou Eletrões) ) e de massa atómica igual a 83,8 u. À temperatura ambiente, o crípton encontra-se no estado gasoso.
É um elemento do grupo dos gases nobres, 18 (VIIIA ou 0) da Classificação Periódica dos elementos. Foi descoberto em 1898 por William Ramsay e Morris Travers em resíduos da evaporação do ar líquido. Sua principal aplicação é para a fabricação de lâmpadas incandescentes e fluorescentes.

## Características principais
O crípton é um gás nobre incolor, inodoro, insípido, de muito pequena reatividade, caracterizado por um espectro de linhas verde e vermelha-alaranjada muito brilhante. É um dos produtos da fissão nuclear do urânio. O crípton sólido é branco, de estrutura cristalina cúbica centrada nas faces, igual aos demais gases nobres.
Para propósitos práticos, pode-se considerá-lo um gás inerte, mesmo que existam compostos seus formados com o flúor. Além disso, pode formar hidratos com a água, de forma que seus átomos ficam enclausurados na rede de moléculas de água. Também se têm sintetizado solvatos com hidroquinona e fenol. Em combinação com o flúor, quando submetido à descarga elétrica em baixa temperatura (-150 °C), forma o fluoreto de criptônio KrF2, sólido cristalino branco que se decompõe espontaneamente em temperaturas normais.

## Aplicações
A definição do metro era, entre 1960 e 1983, baseada na radiação emitida pelo átomo excitado de crípton; na verdade, o metro era definido como 1.650.763,73 vezes o comprimento de onda da emissão vermelha-alaranjada de um átomo de Kr-86.
É usado, isolado ou misturado com néon e árgon: em lâmpadas fluorescentes; em sistemas de iluminação de aeroportos, já que o alcance da luz vermelha emitida é maior que a comum inclusive em condições climatológicas adversas; e nas lâmpadas incandescentes de filamento de tungsténio de projectores cinematográficos. O laser de crípton é usado em medicina para cirurgia da retina do olho. O isótopo Kr-81m é usado no estudo do pulmão pela medicina nuclear.
O crípton é usado em análises químicas incorporando o gás em sólidos, processo no qual se formam criptonatos cuja atividade é sensível às reacções químicas produzidas na superfície da solução. Também é usado flash fotográficos para fotografias de alta velocidade, na detecção de fugas em depósitos selados e para excitar o fósforo de fontes de luz sem alimentação externa de energia.

## História
Foi descoberto em 1898, por William Ramsay e Morris Travers, em resíduos de evaporação do ar líquido. Em 1960, a Oficina Internacional de Pesos e Medidas definiu o metro em função do comprimento de onda da radiação emitida pelo isótopo Kr-86 em substituição à barra padrão. Em 1983 a emissão do crípton foi substituída pela distância percorrida pela luz em  1/299 792 458 segundos.

## Abundância e obtenção
É um gás raro na atmosfera terrestre, da ordem de 1 ppm. É encontrado entre os gases vulcánicos e águas termais e em diversos minerais em quantidades muito pequenas. Pode-se extraí-lo do ar por liquefação fracionada.
Na atmosfera do planeta Marte se tem encontrado o crípton na concentração de 0,3 ppm.

## Compostos
Já foram preparados, em condições especiais, alguns compostos de criptônio, dos quais o único que forma uma molécula neutra e estável é o difluoreto de criptônio (KrF2).

## Isótopos
O crípton natural é constituído por 6 isótopos e foram caracterizados 17 isótopos radioativos. O isótopo  Kr-81 é produto de reacções atmosféricas com outros isótopos naturais, é radioactivo e tem uma vida média de 250 mil anos. Como o xénon, o crípton é extremamente volátil e escapa com facilidade das águas superficiais, por isso é usado para datar antigas águas subterrâneas (50 mil a 800 mil anos).
O isótopo Kr-85 é um gás inerte radioactivo de 10,76 anos de vida média, produzido na  fissão do urânio e do plutônio. As fontes deste isótopo são os testes nucleares (bombas), os reatores nucleares e o reprocessamento das barras de combustíveis dos reactores. Tem-se detectado um forte gradiente deste isótopo entre os hemisférios norte e sul, sendo as concentrações detectadas no pólo norte 30% mais altas do que as do pólo sul.